# Michael Blanch
Michael Blanch (1947) è un diplomatico e politico britannico, dal 2000 al 2003 e per il secondo mandato dal 2007 al 2008, è stato il Capo dell'esecutivo delle Isole Falkland.